# Jackie DeShannon
Jackie DeShannon (* 21. August 1941 in Hazel, Kentucky als Sharon Lee Myers) ist eine US-amerikanische Sängerin und Songschreiberin. Sie zählt zu den ersten weiblichen Songschreibern der Rock-’n’-Roll-Ära und verfasste seit 1960 mehrere Hitsongs.
Nachdem die Schallplattenfirma Liberty Records Zweifel daran gehegt hatte, ob sie unter ihrem richtigen Namen Erfolg haben würde, nannte sie sich zunächst in „Jackie Dee“ und schließlich in „Jackie DeShannon“ um, nach einem irischen Vorfahren mit dem Namen Shannon.

## Leben

### Frühe Karriere
DeShannon ist die Tochter des Farmer-Ehepaars Sandra Jean und James Erwin Myers. Die musikalisch interessierten Eltern ermutigten ihre Tochter bereits im Alter von sechs Jahren bei einem örtlichen Radiosender Country-Songs zu singen. Mit elf hatte sie dort ein eigenes Hörfunkprogramm. Die Familie zog später nach Aurora, Illinois, der Heimatstadt der Mutter, wo der Vater einen Friseurladen eröffnete. Nach einem Jahr zog die Familie nach Batavia, Illinois, wo die Tochter die High School besuchte.
Ihre ersten Plattenaufnahmen als Sherry Lee, Jackie Dee und Jackie Shannon waren nicht sehr erfolgreich, ihre Versionen der Countrysongs Buddy und Trouble fanden jedoch Gehör bei dem Rock-’n’-Roll-Sänger Eddie Cochran, der für sie eine Reise nach Kalifornien und ein Treffen mit der Sängerin und Songschreiberin Sharon Sheeley organisierte. 1960 gründeten Sheeley und DeShannon eine Songschreiber-Partnerschaft, die bald Hits wie Dum Dum für Brenda Lee und I Love Anastasia für The Fleetwoods produzierte.
Im gleichen Jahr wurde sie bei Liberty Records unter Vertrag genommen und nahm bis 1963 mehrere Singles auf, die erfolglos blieben. Lediglich Faded Love erreichte im Februar 1963 Platz 97 der U.S. Hot 100. Der Durchbruch kam mit Needles and Pins und When You Walk in the Room, die in den USA zwar nur niedrige Chartplätze erreichten, in Kanada aber Top-40-Hits wurden, Needles and Pins erreichte sogar Platz 1. Beide Songs wurden später Hits für The Searchers.
In den folgenden Jahren konzentrierte sich ihre Arbeit für Liberty Records vor allem auf das Schreiben neuer Songs. Ihre eigenen Aufnahmen von Country-Balladen, Rockabilly-, Gospel- und Teenager-Popsongs fanden weniger Absatz. Sie lernte in dieser Zeit Künstler wie Elvis Presley kennen und freundete sich mit den Everly Brothers und Ricky Nelson an. In dem Teenager-Film Surf Party hatte sie eine Rolle und sang an der Seite von Bobby Vinton.
Als die Beatles im Februar 1964 ihre erste USA-Tournee antraten, war Jackie DeShannon Teil des Tour-Programms – George Harrison spielte mit ihr zusammen Gitarre – und erreichte dadurch weltweite Bekanntheit. In ihrer damaligen Begleitband spielte u. a. der Gitarrist Ry Cooder.
1965 unterstützte sie die Folkrock-Band The Byrds, die als Dank auf ihrem ersten Album DeShannons Song Don’t Doubt Yourself Babe aufnahm. The Byrds begleiteten die Sängerin auch bei einer frühen Demo-Aufnahme ihres Liedes Splendor in the Grass.
Im selben Jahr hielt sie sich für längere Zeit in England auf, wo sie, zusammen mit Jimmy Page, die Hit-Singles Dream Boy, Don’t Turn Your Back on Me und mehrere Songs für Marianne Faithfull schrieb, darunter den Top-Ten-Hit Come and Stay with Me. In England trat sie auch in der TV-Show Ready Steady Go! auf.

### Erfolgreiche Love-Songs

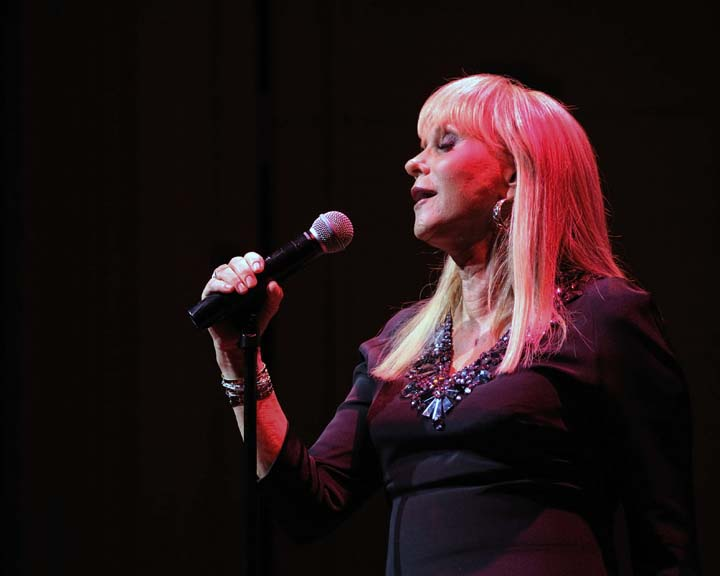
Jackie DeShannon bei einem Konzert in der Library of Congress in Washington am 10. Mai 2011.

Nach New York zurückgekehrt schrieb sie, gemeinsam mit Randy Newman, Lieder wie She Don’t Understand Him und Did He Call Today Mama? sowie You Have No Choice für Delaney Bramlett. Im März 1965 nahm sie selbst What the World Needs Now Is Love, komponiert von Burt Bacharach und Hal David, auf und hatte damit ihren ersten Top-Ten-Hit in den USA.
Sie trat in der Folgezeit regelmäßig in TV-Shows auf, tourte durch die USA hatte 1967 eine Rolle als Folksängerin in dem Film C’mon, Let’s Live a Little, an der Seite von Bobby Vee.
Zwar schrieb sie weiterhin zahlreiche Songs und nahm Platten auf, hatte aber erst 1969 wieder einen Hit mit der Single Put a Little Love in Your Heart und dem gleichnamigen Album. Die Nachfolge-Single Love Will Find a Way war ebenfalls ein bescheidener Erfolg in den Charts.
1970 wechselte sie zu Atlantic Records und zog nach Los Angeles. Ihre dort aufgenommenen Alben Jackie und Your Baby Is a Lady konnten jedoch nicht den kommerziellen Erfolg ihrer Vorgänger erzielen. 1973 sang sie auf dem Album Hard Nose the Highway von Van Morrison.
1979 wurde Put a Little Love in Your Heart als Final-Song bei dem Konzert Music for UNICEF aufgeführt und erreichte weltweite TV-Ausstrahlung.

### Spätere Karriere
DeShannon hat seit 1969 zwar selbst keine Top-Ten-Erfolge mehr erzielen können, ihre Kompositionen wurden aber durch die Interpretationen anderer Künstler immer wieder zu Hits. 1974 schrieb sie für ihr Album New Arrangement, zusammen mit Donna Weiss, die Songs Queen of the Rodeo und Bette Davis Eyes. Letzteres Lied erhielt in der Version von Kim Carnes den Grammy als Song des Jahres 1981.
Weitere Hits wurden die Versionen von Breakaway (Tracey Ullman, 1983), Put a Little Love in Your Heart (Annie Lennox und Al Green, 1988, sowie Dolly Parton, 1993) und When You Walk in the Room (Pam Tillis, 1994).
Jackie DeShannon wurde von der Sängerin Liz Phair in einer Folge der Fernsehserie American Dreams dargestellt.
DeShannon ist mit dem Sänger, Songschreiber und Filmmusik-Komponisten Randy Edelman verheiratet, der ihr dritter Ehemann ist. Der erste Ehemann war Irving „Bud“ Dain, ein führender Angestellter bei Liberty Records, den sie 1966 heiratete. Eine frühere Beziehung hatte sie mit Jimmy Page, der den Song Tangerine anlässlich der Trennung Anfang 1965 schrieb und 1970 mit Led Zeppelin aufnahm.

## Diskografie

### Alben
- 1963: Jackie DeShannon
- 1964: Breakin’ It Up on the Beatles Tour
- 1964: Don’t Turn Your Back on Me
- 1964: Surf Party (Soundtrack)
- 1965: This Is Jackie DeShannon
- 1965: In the Wind
- 1965: You Won’t Forget Me (Kompilation)
- 1966: C’Mon Let’s Live a Little (Soundtrack)
- 1967: Are You Ready for This?
- 1967: New Image
- 1967: For You
- 1968: Me About You
- 1968: What the World Needs Now Is Love
- 1968: Lonely Girl (Kompilation)
- 1968: Great Performances (Kompilation)
- 1969: Laurel Canyon
- 1969: Put a Little Love in Your Heart
- 1970: To Be Free
- 1971: Songs
- 1972: Jackie
- 1974: Your Baby Is a Lady
- 1975: New Arrangement
- 1975: The Very Best of Jackie DeShannon (Kompilation)
- 1977: You’re the Only Dancer
- 1978: Quick Touches
- 1980: Together (Soundtrack)
- 1981: Pop Princess (Kompilation)
- 1985: Jackie DeShannon (Kompilation)
- 1987: What the World Needs Now Is ...: The Definitive Collection (Kompilation)
- 1990: Good as Gold! (Kompilation)
- 1991: The Best of Jackie DeShannon (Kompilation)
- 1991: Trouble with Jackie Dee
- 1998: The Early Years (Kompilation)
- 2000: Come and Get Me: Best of 1958-1980 (Kompilation)
- 2000: You Know Me
- 2007: High Coinage: The Songwriters Collection 1960-1984 (Kompilation)

### Singles
- 1956: Baby Honey (als Sherry Lee) (Chuck Adams)
- 1957: I’ll Be True (als Jackie Dee) (William McLemone)
- 1958: Buddy (als Jackie Dee) (DeShannon)
- 1958: Just Another Lie (als Jackie Shannon) (E.R. Suarez)
- 1959: Lies (als Jackie Shannon) (George E. Springer/Harry Barris)
- 1960: So Warm (DeShannon)
- 1960: Put My Baby Down (DeShannon)
- 1960: Teach Me (D. Abrams/Bobby Helms)
- 1961: Think About You (DeShannon)
- 1961: Wish I Could Find a Boy (Just Like You) (DeShannon)
- 1961: Baby (When Ya Kiss Me) (DeShannon/Sharon Sheeley)
- 1962: The Prince (DeShannon/Sheeley)
- 1962: Just Like in the Movies (DeShannon/Sheeley)
- 1962: You Won’t Forget Me (DeShannon/Sheeley)
- 1962: Faded Love (Bob Wills/Billy Jack Wills)
- 1963: Needles and Pins (Sonny Bono/Jack Nitzsche)
- 1963: Little Yellow Roses (Trevor Peacock)
- 1963: Till You Say You’ll Be Mine (DeShannon)
- 1963: When You Walk in the Room (DeShannon)
- 1964: Oh Boy (Sonny West/Bill Tilghman/Norman Petty)
- 1964: Hold Your Head High (DeShannon/Randy Newman)
- 1964: He’s Got the Whole World in His Hands (Trad.)
- 1964: Don’t Turn Your Back on Me (DeShannon)
- 1965: What the World Needs Now Is Love (Burt Bacharach/Hal David)
- 1965: A Lifetime of Loneliness (Bacharach/David)
- 1966: Come and Get Me (Bacharach/David)
- 1966: Windows and Doors (Bacharach/David)
- 1966: I Can Make It with You (Chip Taylor)
- 1967: Come On Down (von The Top of That Hill) (John Bromley/Cleminson/Cooper)
- 1967: The Wishing Doll (Elmer Bernstein/Mack David)
- 1967: I Haven’t Got Anything Better to Do (Lee Pockriss/Paul Vance)
- 1967: It’s All in the Game (Charles Dawes/Carl Sigman)
- 1968: Me About You (DeShannon/Nitzsche)
- 1968: Nobody’s Home to Go Home To (Carole Bayer Sager/Toni Wine)
- 1968: Come and Get Me / Splendor in the Grass (DeShannon)
- 1968: Didn’t Want to Have to Do It (John Sebastian)
- 1968: The Weight (Robbie Robertson)
- 1968: Laurel Canyon (DeShannon)
- 1969: Trust in Me (Bobby Womack)
- 1969: Put a Little Love in Your Heart (DeShannon/Jimmy Holiday/Randy Myers)
- 1969: Love Will Find a Way (DeShannon/Holiday/Myers)
- 1969: Do You Know How Christmas Trees Are Grown? (John Barry/Hal David)
- 1970: Brighton Hill (DeShannon/Holiday)
- 1970: You Keep Me Hangin’ On/Hurt So Bad (Medley) (Brian Holland/Lamont Dozier/Eddie Holland/Teddy Randazzo/Bobby Hart)
- 1970: It’s So Nice (Irvin Hunt/Sam Russell)
- 1971: Keep Me Warm (Johnny Christopher)
- 1971: Stone Cold Soul (Mark James/George Klein)
- 1972: Vanilla Olay (DeShannon)
- 1972: Only Love Can Break Your Heart (Neil Young)
- 1972: Paradise (John Prine)
- 1972: Chains on My Soul (I Won’t Try To Put Chains On Your Soul) (Mary Unobsky/Donna Weiss)
- 1973: Sweet Sixteen (Van Morrison)
- 1973: Your Baby Is a Lady (DeShannon/Weiss)
- 1974: Jimmie, Just Sing Me One More Song (Wendy Gail/Vicki Gellman)
- 1975: Let the Sailors Dance (DeShannon/Randy Edelman)
- 1976: All Night Desire (DeShannon/John Bettis)
- 1977: Don’t Let the Flame Burn Out (DeShannon)
- 1978: To Love Somebody (Barry Gibb/Robin Gibb)
- 1978: You’re the Only Dancer (DeShannon)
- 1978: Things We Said Today (John Lennon/Paul McCartney)
- 1980: I Don’t Need You Anymore (Paul Anka/Burt Bacharach)

## Filmografie
Filme
- 1964: Surf Party
- 1966: Intimacy
- 1967: C’mon Let’s Live a Little
- 1972: The Catcher (Fernsehfilm)

Fernsehserien
- 1963: Jackie Gleason: American Scene Magazine (eine Folge)
- 1965: Gilligans Insel (Gilligan’s Island, eine Folge)
- 1965: Hollywood A Go Go (sechs Folgen)
- 1967: Meine drei Söhne (My Three Sons, eine Folge)
- 1965: Hullabaloo (eine Folge)
- 1969: The Name of the Game (eine Folge)
- 1969: Verrückter wilder Westen (Wild Wild West, Folge The Night of the Janus)
- 1969: Playboy After Dark (eine Folge)
- 1970: Die Leute von der Shiloh Ranch (The Virginian, eine Folge)